# فهرست ترورهای اسرائیل
فهرست زیر، فهرستی از ترورهای ادعایی و تأیید شده‌ای است که گزارش شده توسط دولت اسرائیل انجام شده است. این موارد شامل تلاش برای ترور افرادی است که گزارش شده به‌طور خاص توسط آژانس‌های مختلف امنیتی، اطلاعاتی و پلیسی اسرائیل هدف قرار گرفته‌اند.

## دهه ۱۹۵۰
| تاریخ         | مکان     | کشور | هدف                  | توضیحات                                                                        | اقدام    | قاتل                                                        |
| ------------- | -------- | ---- | -------------------- | ------------------------------------------------------------------------------ | -------- | ----------------------------------------------------------- |
| ۱۱ ژوئیه ۱۹۵۶ | نوار غزه | مصر  | سرهنگ مصطفی حافظ     | یک مقام نظامی مصری که حملات فداییان فلسطینی را از غزه به اسرائیل سازماندهی کرد | بسته بمب | عملیات نیروهای دفاعی اسرائیل به کارگردانی یهوشافات هارکابی. |
| ۱۴ ژوئیه ۱۹۵۶ | امان     | اردن | سرهنگ دوم صلاح مصطفی | وابسته نظامی مصر در امان، حملات فداییان را از اردن به اسرائیل سازماندهی کرد    | بسته بمب | عملیات نیروهای دفاعی اسرائیل به کارگردانی یهوشافات هارکابی. |

## دهه ۱۹۶۰
| تاریخ           | مکان       | کشور             | هدف                  | توضیحات                                                           | اقدام | قاتل  |
| --------------- | ---------- | ---------------- | -------------------- | ----------------------------------------------------------------- | --- | ----- |
| ۱۱ سپتامبر ۱۹۶۲ | مونیخ      | آلمان غربی       | هاینز کروگ           | دانشمند موشکی آلمان غربی که برای برنامه موشکی مصر کار می‌کند       | جسد او که از دفاتر شرکتش در خیابان شیلر استراس مونیخ ربوده شد، هرگز پیدا نشد. پلیس سوئیس بعداً دو مأمور موساد را به دلیل تهدید دختر دانشمند دیگری دستگیر کرد و متوجه شد که آنها مسئول قتل هستند. بخشی از عملیات داموکلس | موساد |
| ۲۸ نوامبر ۱۹۶۲  | حلوان      | جمهوری متحد عربی | ۵ کارگر کارخانه مصری | کارگران شاغل در کارخانه ۳۳۳، یک کارخانه موشک سازی مصر.            | بمب پستی ارسال شده با علامت پست هامبورگ. بمب دیگری از این دست چهره یک منشی را ناقص و کور کرد. بخشی از عملیات داموکلس                                                                                                   | موساد |
| ۲۳ فوریه ۱۹۶۵   | مونته‌ویدئو | اروگوئه          | هربرتس کوکورس        | هوانوردی که در قتل یهودیان لتونی در جریان هولوکاست شرکت داشته است | به بهانه واهی راه اندازی یک تجارت هوانوردی توسط مأموران به مونته ویدئو فریب خورده و کشته شدند. | موساد |

## دهه ۲۰۰۰
- ۲۰۰۰، ۲۹–۲۰۰۱ سپتامبر، ۲۵ آوریل. به گفته منابع فلسطینی، ارتش اسرائیل ۱۳ فعال سیاسی را در منطقه الف تحت حاکمیت کامل خودگردان فلسطین ترور کرد که ۹ غیرنظامی کشته شدند.
- ۲۰۰۱ اسرائیل ۳۵ شبه نظامی مظنون فلسطینی را کشت.
- ۲۰۰۲ اسرائیل ۷۲ شبه نظامی مظنون را کشت.[۱]
- ۲۰۰۳ (اوت ۲۰۰۳) دولت اسرائیل به منظور تقویت موقعیت میانه‌روها و محمود عباس، مجوز کشتن کل رهبری سیاسی حماس در غزه را «بدون اطلاع بیشتر» به روشی به نام «فصل شکار» صادر کرد.
- در فوریه ۲۰۰۵، اسرائیل تعلیق کشتارهای هدفمند را اعلام کرد، در حالی که این حق را برای خود محفوظ می‌داند که ادعا می‌شود «بمب‌های تیک‌دار» را کشت.